# Clohars-Fouesnant
Clohars-Fouesnant (tiếng Breton: Kloar-Fouenant) là một xã của tỉnh Finistère, thuộc vùng Bretagne, miền tây bắc Pháp.

## Dân số
Người dân ở Clohars-Fouesnant được gọi là Cloharsiens.